# 브라이언 머피
브라이언 머피(1983년 5월 7일)는 아일랜드 출신의 축구 선수로 현재 리그 오브 아일랜드 워터퍼드 FC에서 골키퍼로 뛰고 있다.
맨체스터 시티에서 커리어를 시작했고 2003년 올덤 애슬레틱과 피터버러 유나이티드에서 임대 생활을 했으나 성인팀 출전 기회를 얻지 못하고 스완지 시티로 이적했다. 스완지 시티에서 2003-04 시즌 동안 13회 출전하였으나 이후 2006년까지 출전 기회를 얻지 못했다.